# Diano San Pietro
Diano San Pietro ist eine italienische Gemeinde mit 1094 Einwohnern (Stand 31. Dezember 2023) im Tal oberhalb von Diano Marina.
Neben dem Hauptort Diano San Pietro gehören Diano Borganzo und Diano Roncagli zur Gemeinde.
Die angrenzenden Gemeinden sind Diano Arentino, Diano Castello, San Bartolomeo al Mare, Stellanello (SV) und Villa Faraldi.
Die Pfarrkirche San Pietro e Paulo liegt auf einem befestigten Vorplatz, der früher der Verteidigung des Ortes diente. Sie war die erste Kirche des gesamten Tales, der jetzige Bau stammt allerdings aus dem 17. Jahrhundert. Zur Ausstattung gehören noch die Marmoraltäre der alten Kirche, eine Darstellung des Martyriums Johannes des Täufers und eine marmorne Kanzel aus dem 16. Jahrhundert von Giovanni Maria Augustallo.
Der Olivenanbau hat eine lange Tradition und wird auch heute noch betrieben. Die Wasserkraft des Bachs San Pietro wurde früher für Ölmühlen genutzt.